# Hannah Montana 2: Meet Miley Cyrus
Hannah Montana 2: Meet Miley Cyrus är det andra soundtracket från Disney Channel original serien Hannah Montana och debutalbumet av Miley Cyrus, stjärnan i TV-serien. Albumet släpptes den 26 juni 2007 av Hollywood Records. Albumet är en uppföljare till det trippel-platina säljande albumet Hannah Montana som släpptes 2006.
CD:n har två delar. Den första skivan innehåller tio låtar från karaktären Hannah Montana för seriens andra säsongs soundtrack, medan den andra skivan innehåller tio låtar av Miley Cyrus för hennes debutalbum. Under dess första försäljningsvecka så debuterade CD:n som #1 på Billboard 200 med 326,000 album sålda. När albumet uppnått en försäljning av 3,900,000+ kopior i endast USA så certifierades det som 3× multiplatina av RIAA. Albumet har även sålt över 4 miljoner kopior globalt.

## Försäljning och listplaceringar
Albumet debuterade som #1 på Billboard 200 och sålde 326,000 kopior under första försäljningsveckan. Under semesterperioden så återvände albumet och förblev topp 10 på Billboard 200 i december och sålde mer än 700,000 kopior under den perioden. Det är Cyrus' bästsäljande album hittills.
I Storbritannien så debuterade albumet som #9 den 15 juli 2007; och så småningom topplacerades som #8. I Australien så debuterade albumet som #86 på ARIA Charts, men klättrade senare upp som topp 20. Albumet certifierades senare som Platina efter att ha sålt 70,000 kopior. I Nya Zeeland så certifierades albumet som Guld efter att ha sålt 7,500 kopior. I Venezuela så debuterade albumet som #5 och stannade i topp 10 i över 3 veckor. I Japan så släppte Walt Disney Records en speciell version av albumet, Hannah Montana 2: Rock Star Edition den 5 december 2007. Walt Disney Records släppte även en karaoke version av albumet kallad Disney Karaoke Series: Hannah Montana 2, som såldes exklusivt på Wal-Mart under en begränsad tid 2007. Dock så återutgavs albumet senare i andra butiker den 16 september 2008.

## Singlar
Från Hannah Montana 2
- "Nobody's Perfect" släpptes ursprungligen från specialutgåvan av Hannah Montana.[3] Den släpptes senare den 15 maj 2007 som den ledande singeln från Hannah Montana 2.[4] Sången mottog höga digitala försäljningar och topplacerades som #14 på Hot Digital Songs,[5] vilket ledde till en topplacering som #27 på Hot 100.[6]

- "Make Some Noise" släpptes på Radio Disney som den andra singeln från Hannah Montana 2. Den topplacerades som #92 på Hot 100 den 14 juli 2007 tack vare den digitala försäljningen.[7]

- "Life's What You Make It" släpptes på Radio Disney som den tredje singeln från Hannah Montana 2. För att marknadsföra sången så framförde Miley Cyrus som Hannah Montana sången live vid Disney Channel Games öppningsceremoni. Den topplacerades som #25 på Hot 100.[7] Det här var Hannah's högst placerade singel vid den tiden, tills "He Could Be the One" överträffade det och topplacerades som #10.

Från Meet Miley Cyrus
- "See You Again" släpptes den 15 september 2007 som den ledande singeln från Meet Miley Cyrus. Den topplacerades som #10 på Hot 100 den 3 maj 2008,[7] och gav Cyrus hennes första topp 10 singel och första stora hit. Rock Mafia remixen släpptes som en singel från Cyrus' andra album, Breakout.

- "Start All Over" släpptes som den andra singeln från Meet Miley Cyrus i januari 2008. Den topplacerades som #68 på Hot 100 den 19 januari 2008.[7] Sångens musikvideo släpptes den 29 januari 2008.[8] Sången var egentligen tänkt till den kanadensiska sångerskan Fefe Dobson's outgivna album, Sunday Love. Sången nådde inte en lika stor succé som "See You Again", den första singeln från albumet.

### Andra listplacerade sånger
Från Hannah Montana 2

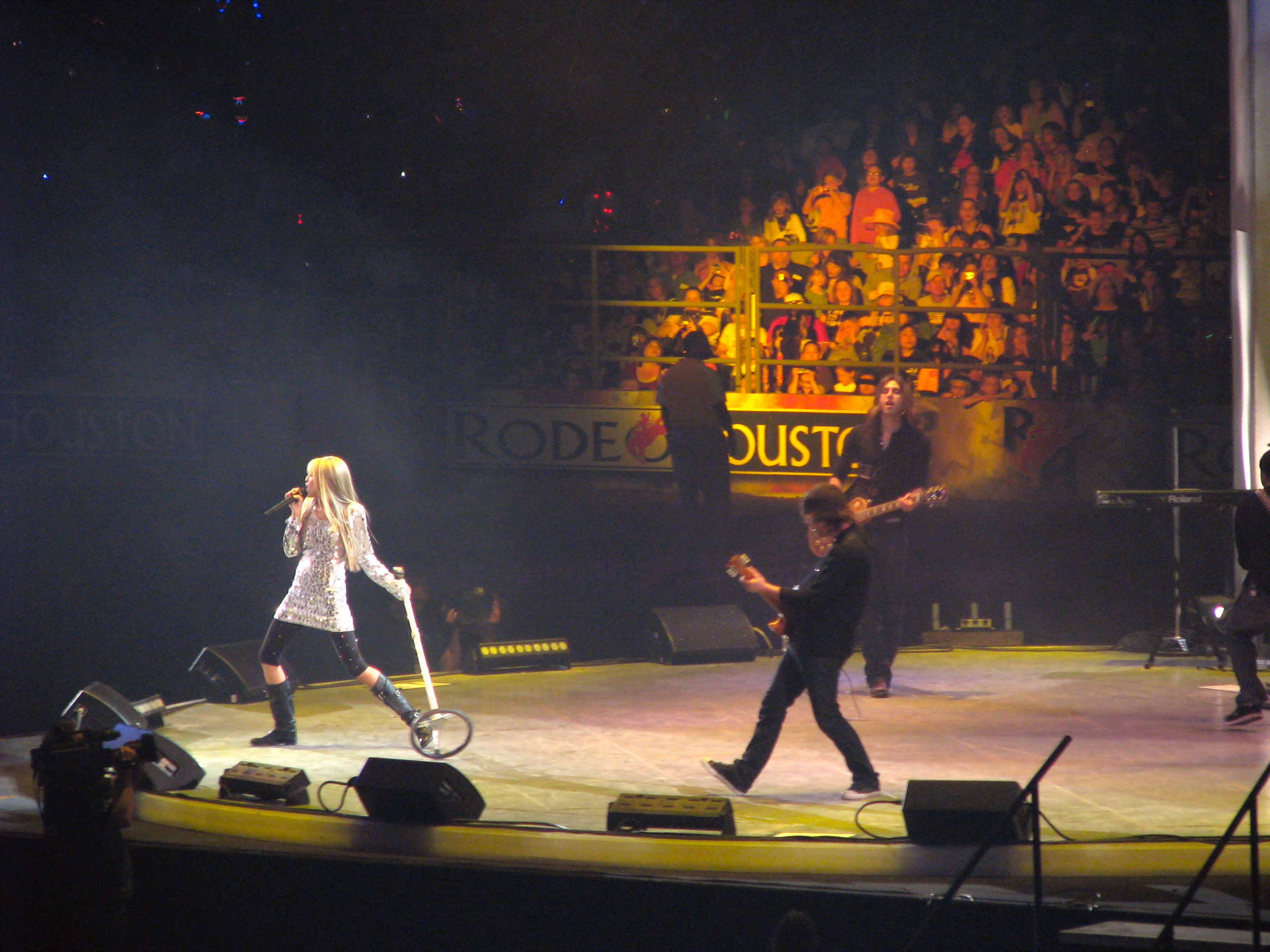
Cyrus öppnar konserten som Hannah Montana med "Rock Star" under Best of Both Worlds Tour.

- "True Friend" topplacerades som #99 på Hot 100 efter en hög digital försäljning efter releasen av albumet.[7]

- "One in a Million" topplacerades som #12 på Bubbling Under Hot 100 Singles listan.

- "We Got the Party" topplacerades som #98 på Kanada's Hot 100 den 3 maj 2008.[9]

- "Rock Star" topplacerades som #81 på Hot 100 den 16 februari 2008,[10] efter att ha blivit marknadsförd för filmen Hannah Montana & Miley Cyrus: Best of Both Worlds Concert.

Från Meet Miley Cyrus
- "G.N.O. (Girls' Night Out)" topplacerades som #91 på Hot 100.[7] För att marknadsföra sången så framförde Cyrus sången live vid avslutningsceremonin av Disney Channel Games 2007.

- "I Miss You" topplacerades som #9 på Bubbling Under Hot 100 Singles listan. Den hördes först i ett avsnitt av Hannah Montana. Cyrus skrev sången till minne av hennes farfar, Ronald Ray Cyrus som dog 2006.

- "Good and Broken" topplacerades som #100 på Pop 100. Cyrus sa att hon tyckte det var en "superstar" sång.

## Låtlista

### Hannah Montana 2
| Nr  | Titel                   | Kompositör                                       | Längd |
| --- | ----------------------- | ------------------------------------------------ | ----- |
| 1.  | We Got the Party        | Greg Wells, Kara DioGuardi                       | 3:36  |
| 2.  | Nobody's Perfect        | Matthew Gerrard, Robbie Nevil                    | 3:20  |
| 3.  | Make Some Noise         | Andy Dodd, Adam Watts                            | 4:50  |
| 4.  | Rock Star               | Aristedis Archoritis, Jeannie Lurie, Chen Neeman | 2:57  |
| 5.  | Old Blue Jeans          | Michael Bradford, Pam Sheyne                     | 3:24  |
| 6.  | Life's What You Make It | Gerrard, Nevil                                   | 3:08  |
| 7.  | One in a Million        | Toby Gad, Negin Djafari                          | 3:54  |
| 8.  | Bigger than Us          | Antonina Armato, Tim James                       | 2:59  |
| 9.  | You and Me Together     | Jamie Houston                                    | 3:48  |
| 10. | True Friend             | Lurie                                            | 3:10  |

| 11. | One in a Million (Akustisk version)         | Negin Djafari, Toby Gad    | 3:55 |
| 12. | We Got the Party (featuring Jonas Brothers) | Kara DioGuardi, Greg Wells | 3:36 |

| 1. | Life's What You Make It (live)             |  | 3:11 |
| 2. | Old Blue Jeans (live)                      |  |      |
| 3. | One in a Million (live)                    |  |      |
| 4. | Make Some Noise (live)                     |  |      |
| 5. | True Friend (live)                         |  |      |
| 6. | Nobody's Perfect (live)                    |  |      |
| 7. | Bigger than Us (live)                      |  |      |
| 8. | One in a Million (akustisk version) (live) |  |      |

### Meet Miley Cyrus
| Nr  | Titel                     | Kompositör                             | Längd |
| --- | ------------------------- | -------------------------------------- | ----- |
| 1.  | See You Again             | Miley Cyrus, Armato, James             | 3:11  |
| 2.  | East Northumberland High  | Armato, James, Samantha Jo Moore       | 3:22  |
| 3.  | Let's Dance               | Cyrus, Armato, James                   | 3:03  |
| 4.  | G.N.O. (Girls' Night Out) | Cyrus, Matthew Wilder, Tamara Dunn     | 3:42  |
| 5.  | Right Here                | Cyrus, Armato, James                   | 2:39  |
| 6.  | As I Am                   | Cyrus, Shelley Peiken, Xandy Barry     | 3:44  |
| 7.  | Start All Over            | Scott Cutler, Anne Preven, Fefe Dobson | 3:26  |
| 8.  | Clear                     | Cyrus, Peiken, Barry                   | 3:04  |
| 9.  | Good and Broken           | Cyrus, Armato, James                   | 2:57  |
| 10. | I Miss You                | Cyrus, Wendi Foy Green, Brian Green    | 3:59  |

## Listplaceringar
| Lista (2007)                      | Topplacering | Försäljning | Certifiering |
| --------------------------------- | ------------ | ----------- | ------------ |
| Australien (ARIA Charts)          | 20           | 70,000      | Platina      |
| Brasilien (Brazil Albums Chart)   | -            | 50,000      | Guld         |
| Danmark (Albums Top 40)           | 23           | 20,000      | Guld         |
| Kanada (Canadian Albums Chart)    | 3            |             |              |
| Mexiko (Albums Top 100)           | 18           | 50,000      | Guld         |
| Norge (VG-lista)                  | 8            | 20,000      | Guld         |
| Nya Zeeland (RIANZ)               | 6            | 7,500       | Guld         |
| Polen (Poland Albums Chart)       | 12           | 20,000      | Guld         |
| Portugal (Albums Top 30)          | 12           | 20,000      | Platina      |
| Schweiz (Swiss Albums Charts)     | 91           | 7,000       |              |
| Spanien (Albums Top 100)          | 46           | 10,000      |              |
| Storbritannien (UK Albums Chart)  | 8            | 200,000     | Silver       |
| Sverige (Sverigetopplistan)       | 50           | 10,000      |              |
| Tyskland (Media Control Charts)   | 47           | 10,000      |              |
| USA (Billboard 200)               | 1            | 3,300,000   | 3x Platina   |
| Österrike (Austria Albums Top 75) | 13           | 25,000      | Platina      |